# 新阿利安萨
新阿利安萨是巴西圣保罗州的一个市镇。总面积217.829平方公里，总人口5192人，人口密度23.8人/平方公里。